# Willemia buddenbrocki
Willemia buddenbrocki is een springstaartensoort uit de familie van de Hypogastruridae. De wetenschappelijke naam van de soort is voor het eerst geldig gepubliceerd in 1959 door Huther.